# Кенема (округ)
Кене́ма (англ. Kenema) — один із 3 округів Східної провінції Сьєрра-Леоне. Адміністративний центр — місто Кенема. Округ має державний кордон з Ліберією.

## Населення
Населення округу становить 609891 особа (2015; 497948 у 2004, 337055 в 1985, 266636 в 1974, 227428 в 1963).
У національному відношенні більшість населення становлять представники народу менде, які сповідують іслам та християнство.

## Історія
Під час Другої громадянської війни 1999—2003 років в сусідній Ліберії округ разом із округом Бо прийняли до 60 тисяч ліберійських біженців.

## Адміністративний поділ
У адміністративному відношенні округ складається з 16 вождівств та 1 муніципалітет, іноді прирівняний до вождівства:
| №  | Назва                 | Оригінальна назва | Площа, км² | Населення, осіб (2004) | Населення, осіб (2015) | Адміністративний центр |
| -- | --------------------- | ----------------- | ---------- | ---------------------- | ---------------------- | ---------------------- |
| 1  | Вандор                | Wandor            | 319,6      | 17 414                 | 20 326                 | Фаала                  |
| 2  | Ґаура                 | Gaura             | 398,2      | 17 361                 | 18 217                 | Джору                  |
| 3  | Ґорама-Менде          | Gorama Mende      | 657,8      | 32 539                 | 43 359                 | Тунґіє                 |
| 4  | Дама                  | Dama              | 402,0      | 26 157                 | 30 751                 | Ґієма                  |
| 5  | Додо                  | Dodo              | 324,5      | 14 194                 | 22 858                 | Додо                   |
| 6  | Канду-Леппіама        | Kandu Leppiama    | 225,8      | 21 743                 | 18 229                 | Ґбадо                  |
| 7  | Кенема, муніципалітет | Kenema            | -          | 128 402                | 200 443                | Кенема                 |
| 8  | Коя                   | Koya              | 360,6      | 10 184                 | 13 482                 | Баома                  |
| 9  | Ланґрама              | Langrama          | 54,0       | 4 356                  | 3 584                  | Байма                  |
| 10 | Мале Бо               | Small Bo          | 428,2      | 31 193                 | 29 498                 | Блама                  |
| 11 | Малеґогун             | Malegohun         | 239,6      | 12 224                 | 20 544                 | Сембегун               |
| 12 | Нижня Бамбара         | Lower Bambara     | 225,2      | 78 389                 | 76 281                 | Панґума                |
| 13 | Номо                  | Nomo              | 350,5      | 4 105                  | 5 491                  | Фаама                  |
| 14 | Нонґова               | Nongowa           | 646,7      | 51 486                 | 45 562                 | Кенема                 |
| 15 | Ньява                 | Niawa             | 248,2      | 8 496                  | 7 815                  | Сундумей               |
| 16 | Сімбару               | Simbaru           | 270,1      | 18 375                 | 17 397                 | Боаджібу               |
| 17 | Тункія                | Tunkia            | 743,2      | 21 330                 | 36 054                 | Ґорагун                |

## Господарство
Основою економіки округу є видобуток золота та діамантів, сільське господарство, а саме вирощування рису, кави та какао.
Округ має свою футбольну команду Камбой-Іглз, яка грає у місцевій прем'єр-лізі.

## Персоналі
В окрузі народились такі відомі люди:
- Джозеф Дауда (1942) — міністр закордонних справ (2010-2012) та віце-президент Сьєрра-Леоне (1991-1992)
- Могамед Каллон (1979) — футболіст національної збірної Сьєрра-Леоне у 1995-2012 роках
- Пол Кпака (1981) — футболіст національної збірної Сьєрра-Леоне у 2002-2008 роках